# (7055) Fabiopagan
(7055) Fabiopagan est un astéroïde de la ceinture principale.

## Description
(7055) Fabiopagan est un astéroïde de la ceinture principale. Il fut découvert le 31 mai 1989 à l'observatoire Palomar par Henry E. Holt. Il présente une orbite caractérisée par un demi-grand axe de 2,35 UA, une excentricité de 0,25 et une inclinaison de 23,1° par rapport à l'écliptique.

## Étymologie
Cet astéroïde est nommé en l'honneur de Fabio Pagan (1946-).